# (2039) Payne-Gaposchkin
(2039) Payne-Gaposchkin es un asteroide perteneciente al cinturón de asteroides descubierto el 14 de febrero de 1974 por el equipo del Observatorio del Harvard College desde la Estación George R. Agassiz en Harvard (Massachusetts), Estados Unidos.

## Designación y nombre
Payne-Gaposchkin se designó inicialmente como 1974 CA.
Posteriormente fue nombrado en honor de la astrónoma estadounidense de origen británico Cecilia Payne-Gaposchkin (1900-1979).

## Características orbitales
Payne-Gaposchkin orbita a una distancia media de 3,177 ua del Sol, pudiendo alejarse hasta 3,602 ua y acercarse hasta 2,752 ua. Tiene una excentricidad de 0,1338 y una inclinación orbital de 2,526°. Emplea 2068 días en completar una órbita alrededor del Sol.